# Спартак (Павлодарская область)
Спартак (каз. Спартак) — упразднённое село в Актогайском районе Павлодарской области Казахстана. Входило в состав Караобинского сельского округа. Код КАТО — 553243500. Исключено из учётных данных в 2017 году.

## Население
В 1999 году население села составляло 107 человек (57 мужчин и 50 женщин). По данным переписи 2009 года, в селе проживало 20 человек (13 мужчин и 7 женщин).
Здесь, находясь в ссылке, в 1943 году закончил свою жизнь Гернет, Евгений Сергеевич .